# Copromyza pedipicta
Copromyza pedipicta är en tvåvingeart som beskrevs av Richards 1959. Copromyza pedipicta ingår i släktet Copromyza och familjen hoppflugor. Inga underarter finns listade i Catalogue of Life.